# バージニア・ウェード
バージニア・ウェード（Virginia Wade, 1945年7月10日 - ）は、イギリス・ボーンマス出身の女子テニス選手。WTAツアーでシングルス通算55勝を挙げた。4大大会では女子シングルス3勝・女子ダブルス4勝を獲得した。
1977年のウィンブルドン女子シングルス優勝者で、同選手権大会女子における現時点で最後のイギリス人優勝者として知られる。
イギリスの人々には“Our Ginny”（我らのジニー）と呼ばれて敬愛されている。

## 来歴
ウェードの競技経歴は1962年から始まり、彼女はそれから6年後の1968年に23歳で「プロテニス選手」に転向した。1968年は、テニスの歴史の中でも最大の転換期に位置する。この年にテニス4大大会の「オープン化措置」が実施され、「全仏オープン」からプロ選手たちの4大大会出場が解禁された。それ以前は、4大大会の出場資格はアマチュア選手のみに限定されていた。成功を収めた多くの一流選手たちがプロに転向したため、世界一の威信を誇るウィンブルドン選手権でさえも、世界最強レベルの選手の姿が消えるジレンマが長期間続いていた。そのため、オープン化措置によってプロ選手にも4大大会出場の道を開いたのである。その年に、ウェードはアマチュア選手として故郷のボーンマスで開かれた「全英ハードコート選手権」で優勝する。5ヶ月後、ウェードはプロ選手として「全米オープン」で4大大会初優勝を飾る。決勝でビリー・ジーン・キング（アメリカ）を 6-4, 6-2 で破り、「オープン化時代大会」としての同選手権最初の優勝者になった。（注：1968年と1969年の2年間は、暫定措置として全米選手権大会が2度開催された。9月に行われた「オープン化時代大会」（英語：Open Era Grand Slam）の優勝者が大会公認の優勝者として記載されるため、1968年はウェードが正式な優勝者として扱われる。詳しくは全米オープン女子シングルス優勝者一覧も参照のこと。）
1972年の全豪オープンで、ウェードは4年ぶりとなる4大大会2勝目を挙げ、地元オーストラリアの新進選手だったイボンヌ・グーラゴングを 6-4, 6-4 のストレートで下した。
1973年、ウェードは女子ダブルスでマーガレット・コートとペアを組み、ウィンブルドンを除く4大大会女子ダブルス年間3冠を獲得した。ウェードとコートは、1975年全米オープンで2年ぶり2度目の女子ダブルスがある。（コート夫人はこの大会を最後に競技生活から引退した。）すべてコート夫人との組み合わせで、ウェードはグランドスラム大会の女子ダブルスに4勝を挙げた。
ウェードのテニス人生最大のハイライトは、1977年のウィンブルドン選手権大会である。準決勝で大会前年優勝者のクリス・エバートを 6-2, 4-6, 6-1 で破ったウェードは、決勝でベティ・ストーブ（オランダ）と対戦することになった。決勝戦のセンター・コートは1万4000人の満員の観客で埋め尽くされ、この年に即位25周年を迎えたイギリス女王エリザベス2世の見守る中、ウェードはストーブに 4-6, 6-3, 6-1で逆転勝利を収め、自身17度目の挑戦でウィンブルドン選手権に初優勝を果たした。これはウェード自身にとっても、32歳の誕生日の9日前に達成した記念碑的な偉業であった。 
1986年に41歳で現役を引退。1989年に国際テニス殿堂入りを果たしている。

## 4大大会優勝
- 全豪オープン - 女子シングルス：1勝（1972年）／女子ダブルス：1勝（1973年）
- 全仏オープン - 女子ダブルス：1勝（1973年）
- ウィンブルドン - 女子シングルス：1977年　［現時点でイギリス人選手最後の優勝］
- 全米オープン - 女子シングルス：1968年／女子ダブルス：2勝（1973年・1975年）

| 年     | 大会           | 対戦相手               | 試合結果      |
| ------ | -------------- | ---------------------- | ------------- |
| 1968年 | 全米オープン   | ビリー・ジーン・キング | 6-4, 6-2      |
| 1972年 | 全豪オープン   | イボンヌ・グーラゴング | 6-4, 6-4      |
| 1977年 | ウィンブルドン | ベティ・ストーブ       | 4-6, 6-3, 6-1 |